# Formatie van Charleroi
De Formatie van Charleroi is een geologische formatie uit het Carboon in de ondergrond van België. Het is een onderdeel van de Belgische Steenkoolgroep. De Formatie van Charleroi bestaat grotendeels uit een ritmische afwisseling van zand- en kleisteen/schalie, maar bevat ook steenkoollagen. Deze kunnen tot drie meter dik zijn en vormden in het verleden de meest productieve steenkooladers van België.

## Voorkomen
De Steenkoolgroep komt in alle bekkens uit het Carboon in België voor. De Formatie van Charleroi wordt in al deze gebieden aangetroffen, maar wegens de sterke plooien en overschuivingen is het (conforme) contact met de onderliggende Formatie van Châtelet in delen van België lastig te herkennen.
De dikte van zowel de Steenkoolgroep als de individuele formaties verschilt ook behoorlijk. De Formatie van Charleroi is in de omgeving van Charleroi rond de 900 meter dik. De totale dikte van de Steenkoolgroep is daar meer dan 1500 meter. In de Bekkens van Namen, Dinant en Verviers is de dikte gemiddeld ongeveer 500 meter. In het noordoostelijk deel van het Kempens Bekken kan de dikte oplopen tot 1100 meter, en in de Borinage zelfs tot 1300 meter.

## Stratigrafie
De Formatie van Charleroi komt qua ouderdom overeen met de top van het Westfaliaan A en het onderste deel van het Westfaliaan B.
Van onder naar boven wordt de Formatie van Charleroi in drie leden opgedeeld. Als basis van deze leden wordt telkens een transgressie van de zee genomen. Dergelijke transgressies komen vaak in veel van de Carboonbekkens in België en omliggende landen simultaan voor, zodat de lagen makkelijk te correleren zijn. De drie leden zijn:
- Lid van Mons
- Lid van As
- Lid van Eikenberg

De Formatie van Charleroi bestaat uit cyclische afwisselingen van zandsteen naar silt, klei en steenkool. De soort van afwisselingen is uniek voor het Carboon en ze worden cyclothemen genoemd. De zandige lagen werden om en nabij de kust gevormd ("paralische" facies) en de fijnere facies in meren en moerassen op het land ("limnische" facies). De zandsteen is meestal lichtgekleurd en fijngelaagd. Plaatselijk kan de zandsteen tot kwartsiet zijn gerekristalliseert. Ze worden opgevolgd door siltsteen, steenkool, en kleisteen of schalie. De schalie kan duidelijk zichtbare glimmers bevatten. Plaatselijk komen verkoolde plantenresten voor.
De Waalse mijnbouwers verdeelden de gesteentelagen uit het Carboon in niveaus waar de steenkool economisch winbaar was ("faisceaux") en niveaus die voor hen minder interessant waren ("stampes stériles"). Er komen in de Formatie van Charleroi drie niveaus voor waar de steenkool winbaar werd geacht:
- Faisceau du Gouffre, onder in het Lid van Mons
- Faisceau des Ardinoises, onder in het Lid van As
- Faisceau de Sablonnière, boven in het Lid van As

In de Borinage en het oosten van het Kempens Bekken ligt boven op de Formatie van Charleroi nog de Formatie van Flénu, die eveneens steenkoollagen bevat. In andere gebieden is door de Hercynische plooiing en de erosie na afloop ervan het bovenste deel van de Steenkoolgroep geheel verdwenen.